# Ana Galvis Hotz
Ana Galvis Hotz, född 1855, död 1934, var en colombiansk läkare.
Hon blev 1877 sitt lands första kvinnliga läkare. 